# Pedro de Zubiría e Ybarra
Pedro de Zubiría e Ybarra (Bilbao, 8 de julio de 1862 – Sevilla, 13 de octubre de 1921), I marqués de Yanduri.

## Familia
Hijo de Cosme de Zubiría y Echeandía (Baracaldo, bautizado 27 de agosto de 1808 – Bilbao, 9 de diciembre de 1882) y de su mujer (Bilbao, 3 de enero de 1844) Prudencia de Ybarra y Gutiérrez de Caviedes (Bilbao, 28 de abril de 1819 – 4 de noviembre de 1872), nieto paterno de Tomás de Zubiría y Uriarte (1780-?) y de su mujer (1807) Manuela de Echeandía y Abona y nieto materno de José Antonio Ybarra de los Santos (1774-1849) y de su mujer (1801) Jerónima Genoveva (Geroma) Gutiérrez de Caviedes y de la Losa (1779-1837). Hermano, entre otros, del relevante empresario Tomás de Zubiría Ybarra, I conde de Zubiría, y del industrial Luis de Zubiría e Ybarra. Asimismo, Pedro de Zubiría era sobrino del I conde de Ybarra, José María Ybarra Gutiérrez de Caviedes, tío de Fernando María de Ybarra y de la Revilla, marqués de Arriluce de Ybarra, y de Mariano de Vilallonga e Ybarra, conde de Vilallonga.

## Biografía
Empresario vasco. Señor del Palacio de Yanduri, por sí mandado construir entre 1901 e 1904.
Hecho I marqués de Yanduri por Alfonso XIII de España el 29 de diciembre de 1914.

## Matrimonio
Casó en Sevilla el 26 de noviembre de 1893 con María Teresa Parladé y Heredia (Bayona, 1869 – Sevilla, 23 de noviembre de 1933), dama de la Orden de las Damas Nobles de la Reina María Luisa, hija de Andrés Parladé y Sánchez de Quirós, II conde de Aguiar, y de su mujer María de Heredia y Livermore, de quien no tuvo generación.
Le sucedió en el marquesado su sobrino Luis de Zubiría y Urízar (20 de septiembre de 1876   Algorta, 5 de julio de 1944), II marqués de Yanduri, hijo de su hermano Luis de Zubiría e Ybarra (Bilbao, 8 de octubre de 1846 – 17 de agosto de 1894) y de su esposa Florentina Urízar y Roales (Madrid, 20 de junio de 1849 – Las Arenas, 9 de octubre de 1894).